# Margie Adam
Margie Adam (* 1947 in Lompoc, Kalifornien, Vereinigte Staaten) ist eine US-amerikanische Sängerin, Pianistin, Singer-Songwriterin und Komponistin.

## Leben
Margie Adams Vater, ein Zeitungsverleger, komponierte nebenberuflich. Ihre Mutter war eine klassisch ausgebildete Pianistin und Klavierpädagogin. Margie Adam begann selbst als Kind mit dem Klavierspiel. 1971 wurde sie an der University of California, Berkeley, graduiert. 1973 nahm sie am von Kate Millett organisierten Sacramento Women's Music Festival teil. Sie trat bei der open mic session auf und begann darauf ihre Karriere als professionelle Musikerin. Im Frühjahr 1974 fand das National Women's Music Festival in Champaign-Urbana, Illinois, statt. Neben Meg Christian, Vicki Randle (* 1954) und Cris Williamson (* 1947) war Adam eine der Hauptattraktionen des Festivals. Die vier Sängerinnen wurden für das Hauptkonzert verpflichtet, nachdem Yoko Ono und Roberta Flack ihre Auftritte abgesagt hatten. Daraufhin etablierte sich allmählich die Women's music-Bewegung mit Margie Adam neben Meg Christian und Cris Williamson als Frontfrauen. Adam entwickelte sich zu einer bekannten feministischen Singer-Songwriterin. 1974 produzierte die Managerin und Musikproduzentin Barbara Price (* 1948) ihr erstes Konzert mit Women’s Music. Das Konzert fand mit Margie Adam, Cris Williamson und Vicki Randle  statt.  Mit Holly Near, Chris Williamson und Meg Christian ging Adam auf die Four Women’s Music Tour. Zusammen gaben sie ein Konzert in einem Frauengefängnis und wirkten bei dem halbstündigen TV-Special „Come Out Siging“ mit, das in Los Angeles regionalen Grammy gewann. 1975 gründete Margie Adam mit Barbara Price das Plattenlabel Pleiades Records. Sie versuchten Women's music in den Mainstreammedien zu platzieren. Ihr erstes Album Margie Adam Songwriter wurde mit einer Tournee durch fünfzig Städte beworben. Ein Höhepunkt war 1977 ihr Auftritt mit dem Song We Shall Go Forth bei der National Women's Conference in Houston. Das Lied wurde zur Hymne der Lesbian-Feminism-Bewegung und die Aufnahme dieses Auftritts fand 1980 Eingang in die Archive zur Politischen Geschichte  der Smithsonian Institution. 1978 wurde sie Mitglied des Women's Institute for Freedom of the Press.1980 veröffentlichte sie die LP Naked Gangs mit solistischer Klaviermusik. Sie sang bei den Eröffnungsveranstaltungen zu Judy Chicagos The Dinner Party in San Francisco, Houston und Brooklyn. In den 1980er Jahren trat sie bei vielen Konzerten und Veranstaltungen auf. Unter anderem unterstütze sie das Equal Rights Amendment mit einer in zwanzig Städte führenden Tournee und gab zum Ende der Ratifizierungsfrist gemeinsam mit Sweet Honey In the Rock und Malvina Reynolds ein Konzert in der DAR Constitution Hall in Washington, D.C. Nach den beiden Alben We Shall Go Forth! und Here Is A Love Song 1984 zog sie sich 1984 aus dem öffentlichen Musikgeschäft zu einem „Radical's Sabbatical“ zurück. In dieser Zeit studierte sie Klavier und Gesang.
1990 begann sie wieder Musik zu schreiben. 1992 folgte eine nationale Tournee mit ihrem neuen Album Another Place. 1996 folgten das Album Soon & Again und die davon inspirierte Three-of-Hearts-Tour mit den beiden Pianistinnen  Liz Story und Barbara Higbie (* 1958).   Beim National Women's Music Festival 1997 erhielt sie den Lifetime Achievement in Women's Music Award verliehen. 1998 unterstütze sie mit einer Tournee feministische Buchhandlungen. Auf ihrem Album Avalon von 2001 führte sie Jazz-, Pop- und Folkinstrumentalisten und -sänger zusammen. Als Mitproduzentin wirkte sie bei den Dokumentarfilmen Radical Harmonies: A History of Women's Music und No Secret Anymore: The Times of Del Martin & Phyllis Lyon. Ab 2002 arbeitete sie mit Lauren Artress zusammen. Hieraus resultierte das Programm „At The Edge: A Conversation Between Seeker and Activist with Music and the Labyrinth“, mit welchem sie im Herbst 2002 in der Grace Cathedral in San Francisco debütierten. Den „Mix aus Konversation, Song, Story-telling, Klavierimprovisation, Gang durch ein Labyrinth und Diskussion“ präsentierten sie 2003 in mehreren US-amerikanischen Städten. 2004 wurde sie dazu eingeladen, bei dem über eine Million Teilnehmern zählenden March for Women's Lives We Shall Go Forth zu singen. Im selben Jahr unterstützte sie den Wahlkampf von John Kerry. 2005 stellte sie das Projekt Portal vor. Eine DVD mit meditativer Musik und Bildern der Steine des schottischen Callanish und einer CD-Compilation ihrer besinnlichen Klaviermusik.  Margie Adams komponierte weiterhin und trat bei vielen Gelegenheiten in Kanada und den Vereinigten Staaten auf.

## Diskographie
Margie Adam veröffentlichte ihre Alben bei ihrem Label Pleiades Records.
- Margie Adam, Songwriter, 1977
- Naked Gangs, 1980
- We Shall Go Forth!, 1982
- Here Is A Love Song, 1983
- Best of Margie Adam, Olivia Records 1990, Pleiades Records 2005
- Another Place, 1993
- Soon & Again, 1996
- Avalon, 2001
- Portal, 2005

## Projekte
- March For Women's Lives
- In Sickness & In Health - Mautner Project Event
- Outstanding Berkeley Women Awards Ceremony
- Wedding Reception for Del Martin & Phyllis Lyon -Margie
- Women's Building 25th Anniversary Gala
- The Avalon Project

## Coverversionen ihrer Musik
- Beautiful Soul, Coverversionen von Dusty Springfield, Meg Christian, and Cris Williamson.
- Best Friend (The Unicorn Song), Coverversion von Peter, Paul and Mary
- Something about Us, Coverversion von David Benoit
- Tender Lady, Coverversionen von Holly Near und Cris Williamson

## Filmographie
Ihre Musik wurde bei den folgenden von ihr mitproduzierten Filmem verwendet:
- Radical Harmonies: A History of Women's Music, Dokumentarfilm, 2002[1]
- No Secret Anymore: The Times of Del Martin & Phyllis Lyon, Dokumentarfilm, 2003[1]